# Chìa vôi xám

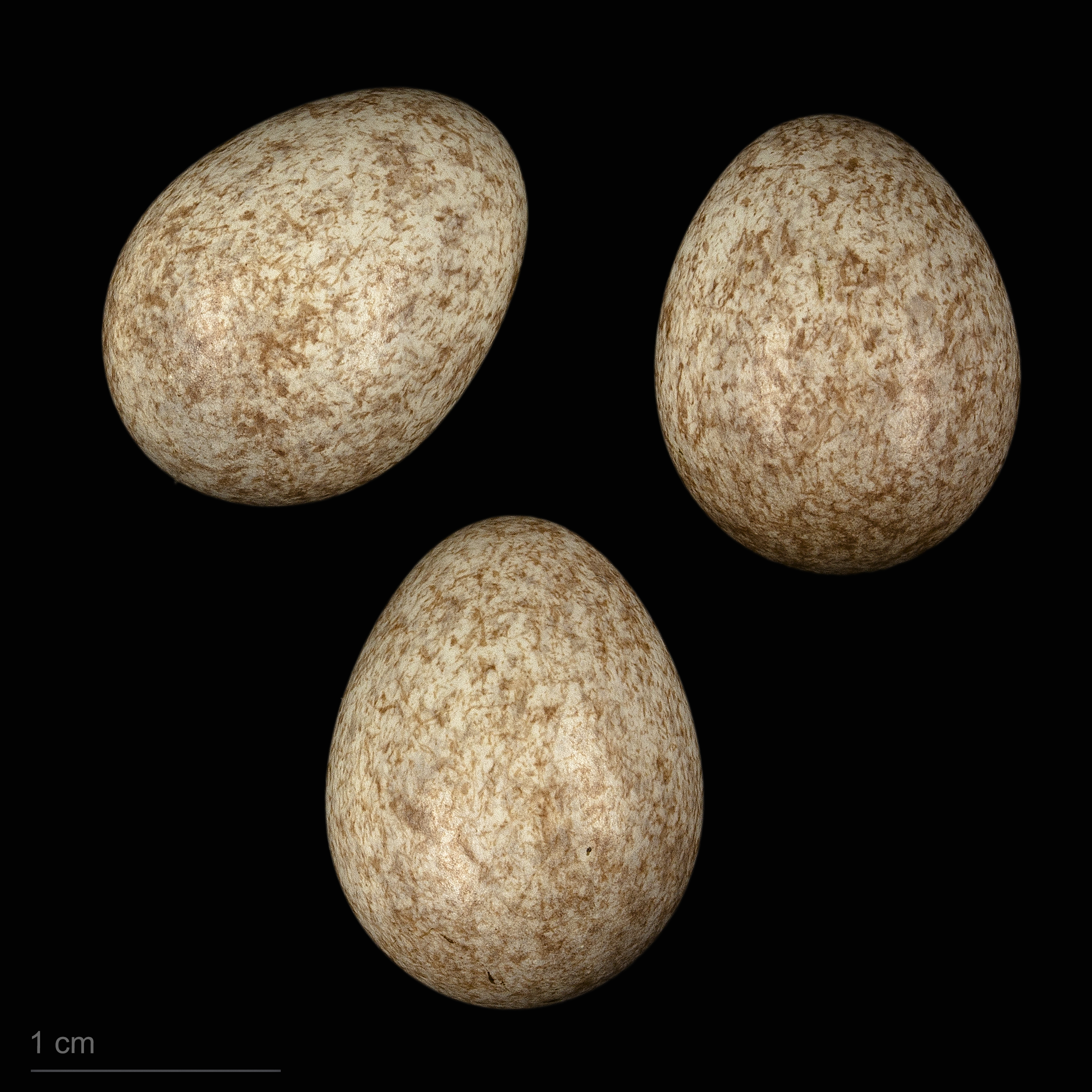
Motacilla cinerea cinerea

Chìa vôi xám hay chìa vôi núi (danh pháp hai phần: Motacilla cinerea) là một loài chim thuộc họ Chìa vôi.
Loài chim phân bố rộng rãi trên toàn khu vực Cổ bắc giới với một số quần thể có ranh giới rõ. Chủng danh định M. c. cinerea Tunstall, 1771 (bao gồm cả caspica ở Iran, Thổ Nhĩ Kỳ và Kavkaz) là từ Tây Âu bao gồm cả quần đảo Anh, Scandinavia và khu vực Địa Trung Hải. Chủng melanope, không được tách biệt rõ ràng với chủng danh định, được mô tả là quần thể sinh sản ở Đông Âu và Trung Á dọc theo các dãy núi chủ yếu là Ural, Thiên Sơn và dọc theo dãy Himalaya. Chúng trú đông ở châu Phi và châu Á. Chủng robusta sinh sản dọc theo các khu vực đông bắc châu Á ở Siberia kéo dài đến Triều Tiên và Nhật Bản. Chủng này trú đông ở khu vực Đông Nam Á. Các chủng sinh sống hải đảo bao gồm M. c. patriciae Vaurie, 1957 ở Azores, M. c. schmitzi Tschusi, 1900 ở Madeira và canariensis ở quần đảo Canary.
Đôi khi chúng hiện diện trên các hòn đảo phía Tây của Alaska, nhưng đã được biết đến ở xa hơn về phía nam California nhưng là một loài lang thang.

## Phân loại và hệ thống học
Danh pháp Motacilla cinerea được Marmaduke Tunstall giới thiệu năm 1771 trong Ornithologia Britannica. Tên Latinh của chi có nghĩa gốc là "vật di chuyển nhỏ", nhưng có lẽ các tác giả thời Trung cổ nghĩ rằng nó có nghĩa là "đuôi vẫy", từ đó mà phát sinh từ Latinh mới cilla để chỉ "đuôi".. Tính từ định danh cinerea là tiếng Latinh để chỉ "màu xám tro" từ cinis nghĩa là "tro".
Mối quan hệ của loài này vẫn chưa được dung giải; nó thuộc về nhánh chìa vôi không sống ở châu Phi, nhưng các loài trong nhánh này là khá lộn xộn về hình thái bềv ngoài, và các dữ liệu trình tự mtDNA cytochrome b và NADH dehydrogenase khối phụ 2 không thể dung giải tốt các mối quan hệ của chúng. Trong khi loài này có lẽ có quan hệ họ hàng gần nhất với chìa vôi đầu vàng (Motacilla citreola) và một số loài chìa vôi đầu lam, nhưng bản chất chính xác của mối quan hệ này vẫn là chưa rõ ràng.